# Jos Boys
Jos Boys és arquitecta, activista, educadora i escriptora britànica. Va ser membre fundadora de Matrix Feminist Design Co-operative i coautora del seu llibre de 1984 Making Space: Women and the Man-Made Environment (Pluto Press 1984). Des del 2008 és codirectora de The DisOrdinary Architecture Project amb l'artista discapacitat Zoe Partington, una plataforma dirigida per persones amb discapacitat que treballa amb artistes amb discapacitat per explorar noves maneres de pensar en la discapacitat en l'arquitectura i el discurs del disseny i la pràctica.
Els seus llibres Doing Disability Differently: an Alternative Handbook on Architecture, Dis/ability and Designing for Everyday Life (Routledge 2014) i Disability, Space, Architecture: A Reader (Routledge 2017) han esdevindran textos clau en aquest camp, i aquest últim s'anomena "una reunió brillant de textos, tant sintètics com sorprenents [que] s'haurien d'ensenyar a tots els programes d'arquitectura i disseny, i que podria convertir-se en el nou text estàndard per als cursos d'estudis interdisciplinaris de la discapacitat en general" (Susan Schweik, professora d'estudis d'anglès i discapacitat, UC Berkeley).
Ha impartit nombroses conferències internacionals, com ara el Design Museum London (2019), Melbourne University School of Design (2019), University of Innsbruck (2019), Yale University School of Architecture (2018), Victoria and Albert Museum (2018), Universitat Aarhus de Copenhaguen (2017), Architectural Association London (2016), University of the Arts, Londres (2016) i l'Institut Taylor, Universitat de Calgary (2016).
Jos ha estat professora visitant a les universitats metropolitanes d'Ulster i Londres, és experta en entorns construïts del Consell de Disseny (BEE) i membre de la Royal Society of Arts.

## Carrera
Jos Boys treballa al The Bartlett Faculty of Built Environment, University College de Londres i és directora del curs del màster en entorns d'aprenentatge. Abans d'això, va treballar durant més de 10 anys com a consultora i investigadora independent de l'entorn d'aprenentatge; i ha escrit extensament sobre les complexes i sovint controvertides interrelacions entre pedagogies, desenvolupament acadèmic, polítiques i estratègies institucionals, planificació i gestió d'instal·lacions i disseny d'edificis. També ha treballat com a educadora en arquitectura i disciplines relacionades a moltes institucions tant al Regne Unit com internacionalment, i com a desenvolupadora acadèmica i dissenyadora d'instruccions. En això, així com en tot el seu activisme de disseny basat en la comunitat, hi ha un interès particular en com millorar la nostra comprensió de les pràctiques socials, materials i espacials quotidianes, en suport dels més desfavorits de la societat. Tot el seu treball explora com podem actuar des de diferents perspectives i agendes per discutir i millorar els entorns construïts de manera col·laborativa.
Jos Boys va obtenir la seva llicenciatura al Bartlett School UCL (llavors anomenada School of Environmental Studies) i té un màster en Estudis Avançats d'Arquitectura (UCL 1981) i Fotografia (Universitat De Montfort 2003). Va obtenir el seu doctorat a la Facultat d'Estudis Urbans i Regionals de la Universitat de Reading amb el títol “Concrete Visions? Examining inter-relationships between life in England 1830 – 1980” el 2001. Originàriament formant-se com a periodista d'arquitectura per a la revista Building Design, també va emprendre projectes al Greater London Council (GLC) escrivint orientació sobre dones i planificació; i al Women's Design Service on va ser treballadora de desenvolupament, amb les cofundadores Vron Ware, Sue Cavanagh i Wendy Davis. Al llarg de la seva vida, Jos Boys ha estat involucrada amb moltes xarxes feministes i relacionades, inclosa Cutting Edge, un grup de recerca feminista transdisciplinari que explora noves tecnologies de disseny, amb seu a la Universitat de Westminster (1995 - 2001), i l'espai feminista. grup de pràctiques Taking Place (2000 -).

## Projectes seleccionats
- Matrix Open Feminist Architecture Archive (MOFAA) (2020 -): un recurs d'aprenentatge en línia que reuneix recursos d'arxiu de Londres dels anys vuitanta, projectat per explorar les complexes relacions entre diferents tipus de cossos, espais i arquitectura.[33]
- Architecture Beyond Sight (ABS): el co-disseny, desenvolupament i implementació d'un curs d'estudi de la fundació d'arquitectura per a persones cegues i amb discapacitat visual (una col·laboració entre The DisOrdinary Architecture Project i The Bartlett UCL) (2018 -)[34][35][36][37][38]
- Disabled Artists Making Dis/Ordinary Spaces (DAMD/OS): una sèrie de col·laboracions innovadores i provocadores entre artistes amb discapacitat i educadors d'entorns construïts a través de 10 cursos d'arquitectura, interiorisme i entorn construït a Anglaterra. (2017-19).[39]
- Making Discursive Spaces: una col·laboració de prototipatge que reuneix artistes amb discapacitat i sords amb estudiants d'interiorisme a l'Escola d'Arquitectura i Disseny de la Universitat de Brighton (2008).[40]
- A Sense of Place: desenvolupament d'àudiodescripcions d'edificis i objectes per a persones cegues i amb discapacitat visual com a part de la RIBA Architecture Week i del London Festival of Architecture (2007); en col·laboració amb la Universitat de Brighton i VocalEyes.[41]

## Associació professional
- Matrix Feminist Design Co-operative